# EMax
22°19′26″N 114°12′14″E / 22.323965°N 114.203771°E

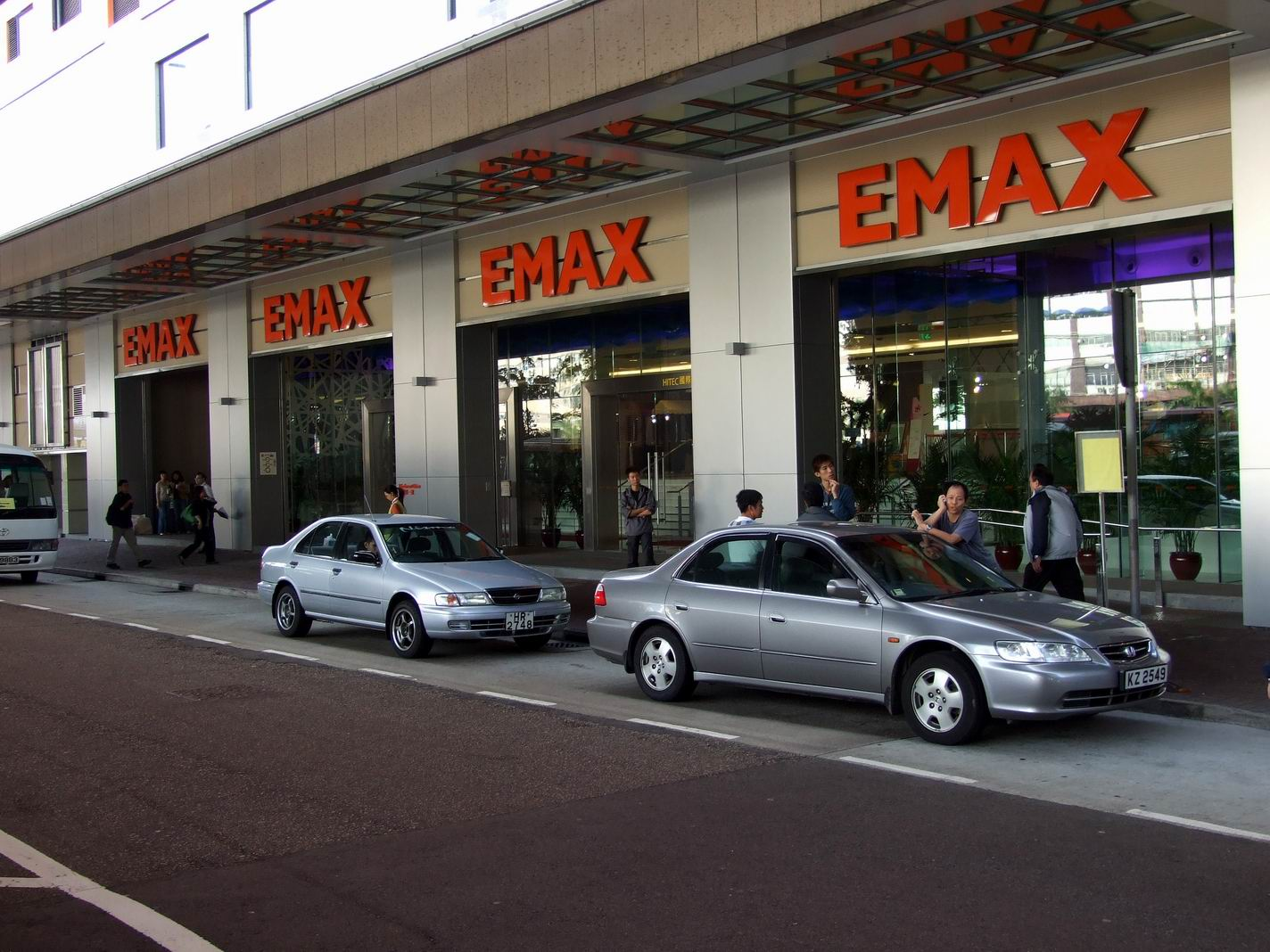
E-Max入口

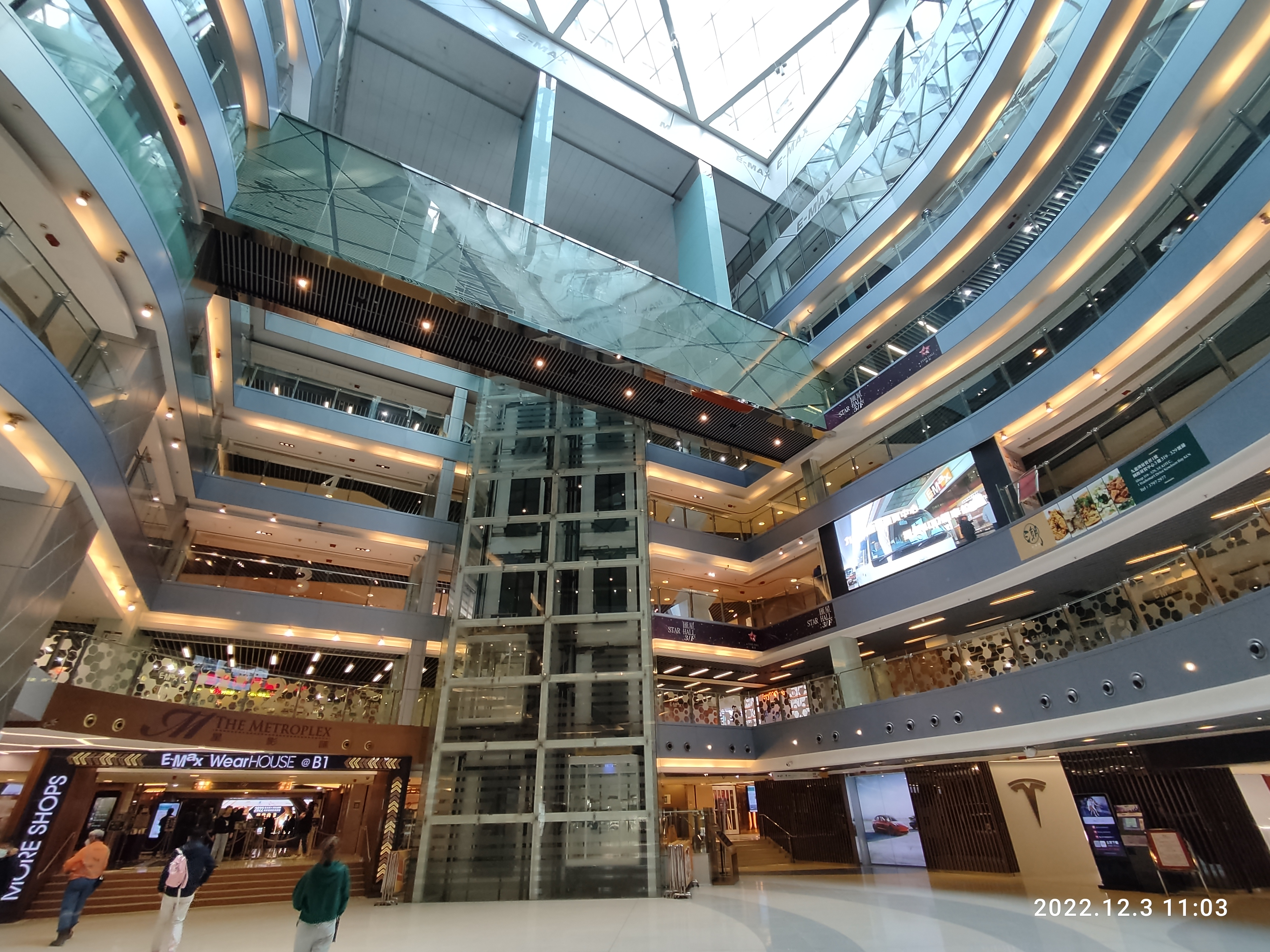
E-Max 商場中央廣場

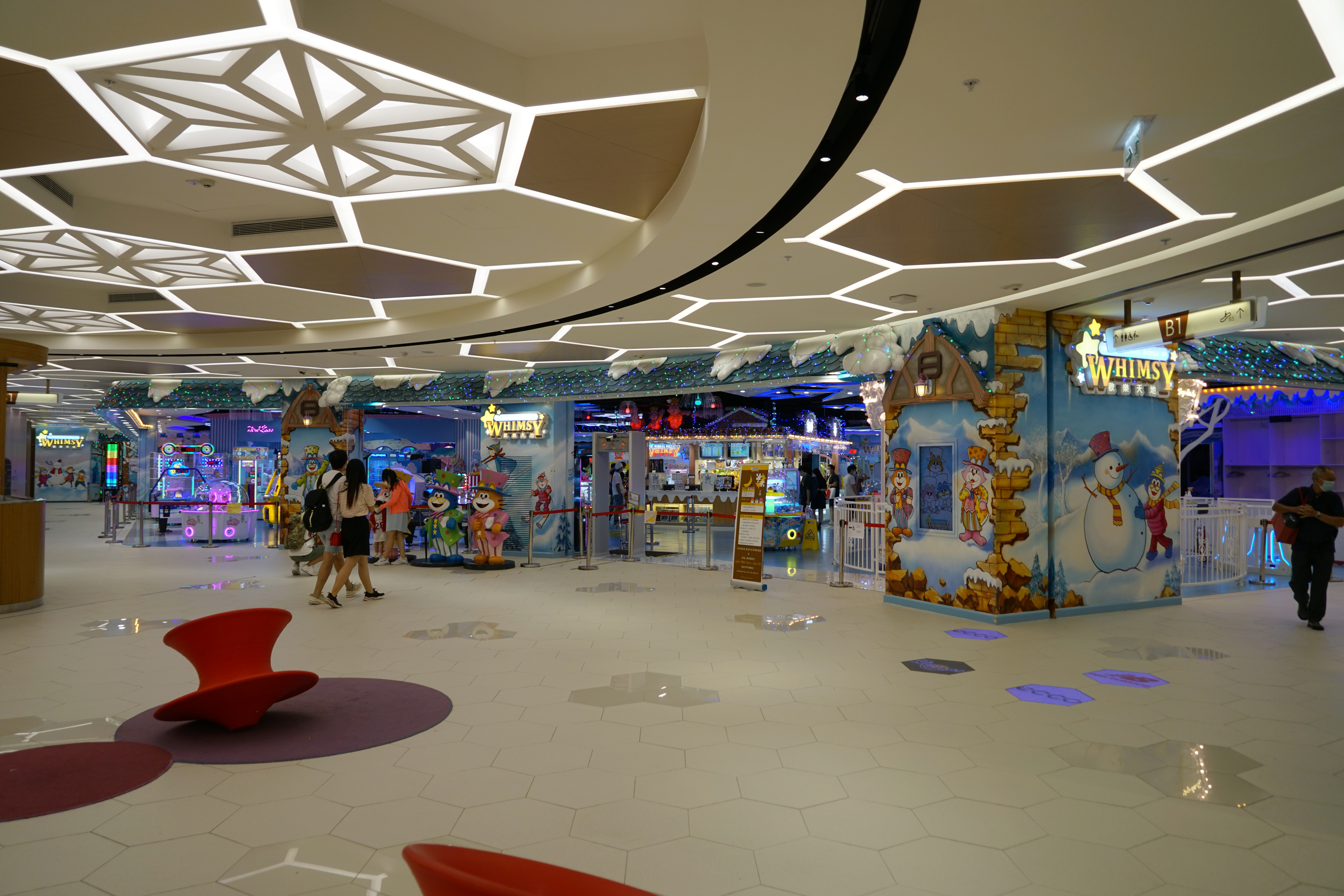
歡樂天地九龍灣E-Max店

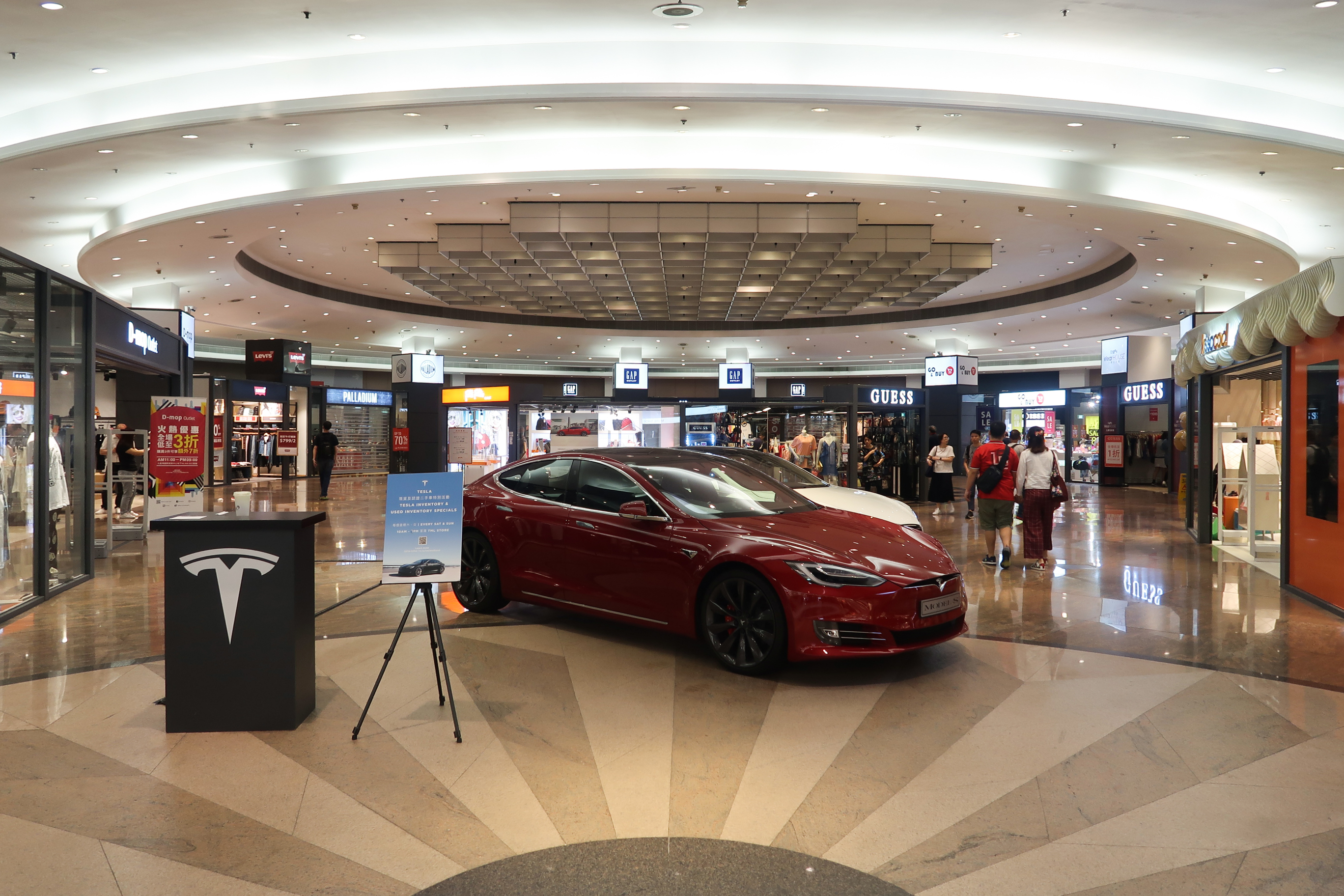
九展名店倉E-Max WearHouse

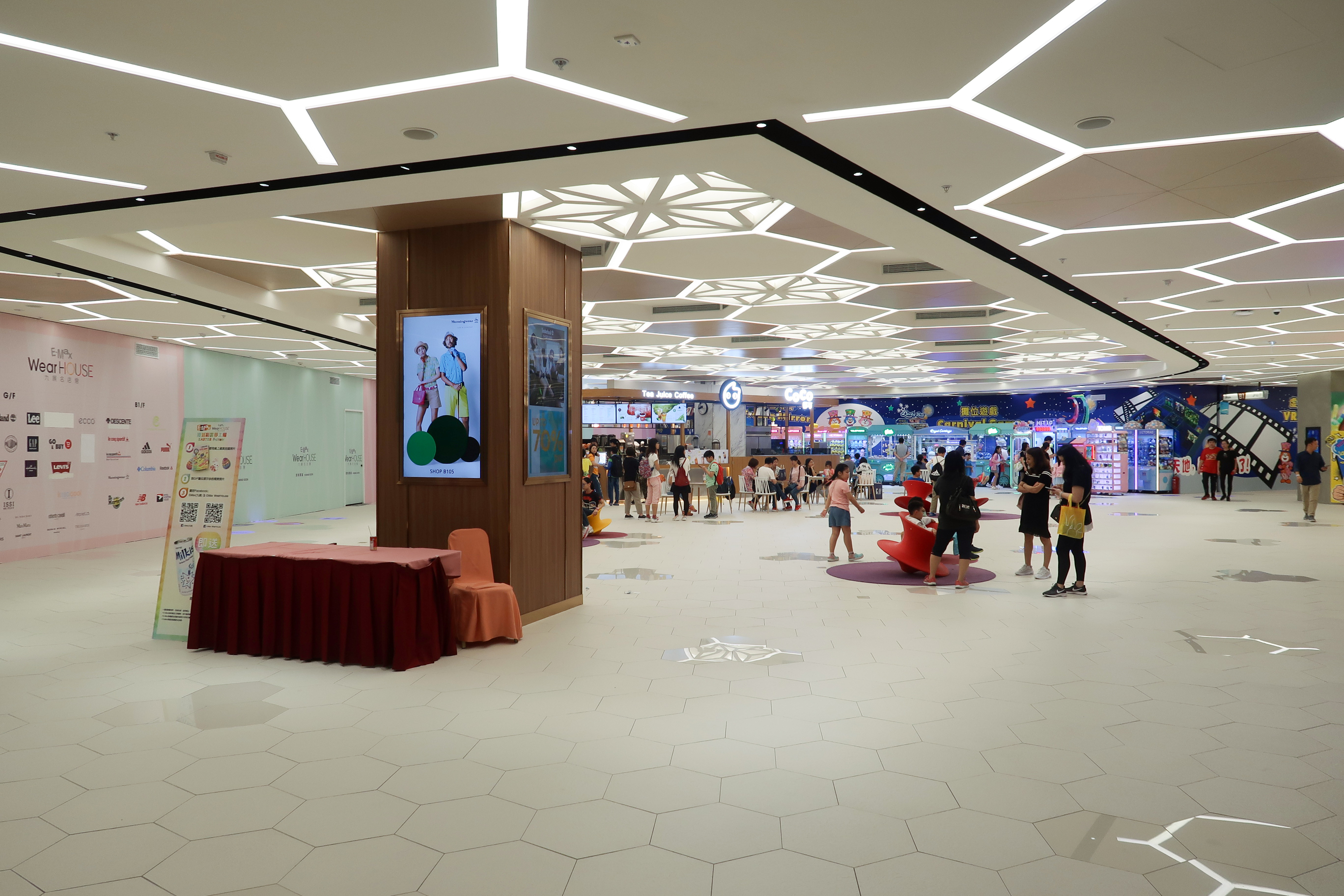
B1層九展名店倉E-Max WearHouse在2018年8月開幕（年前）

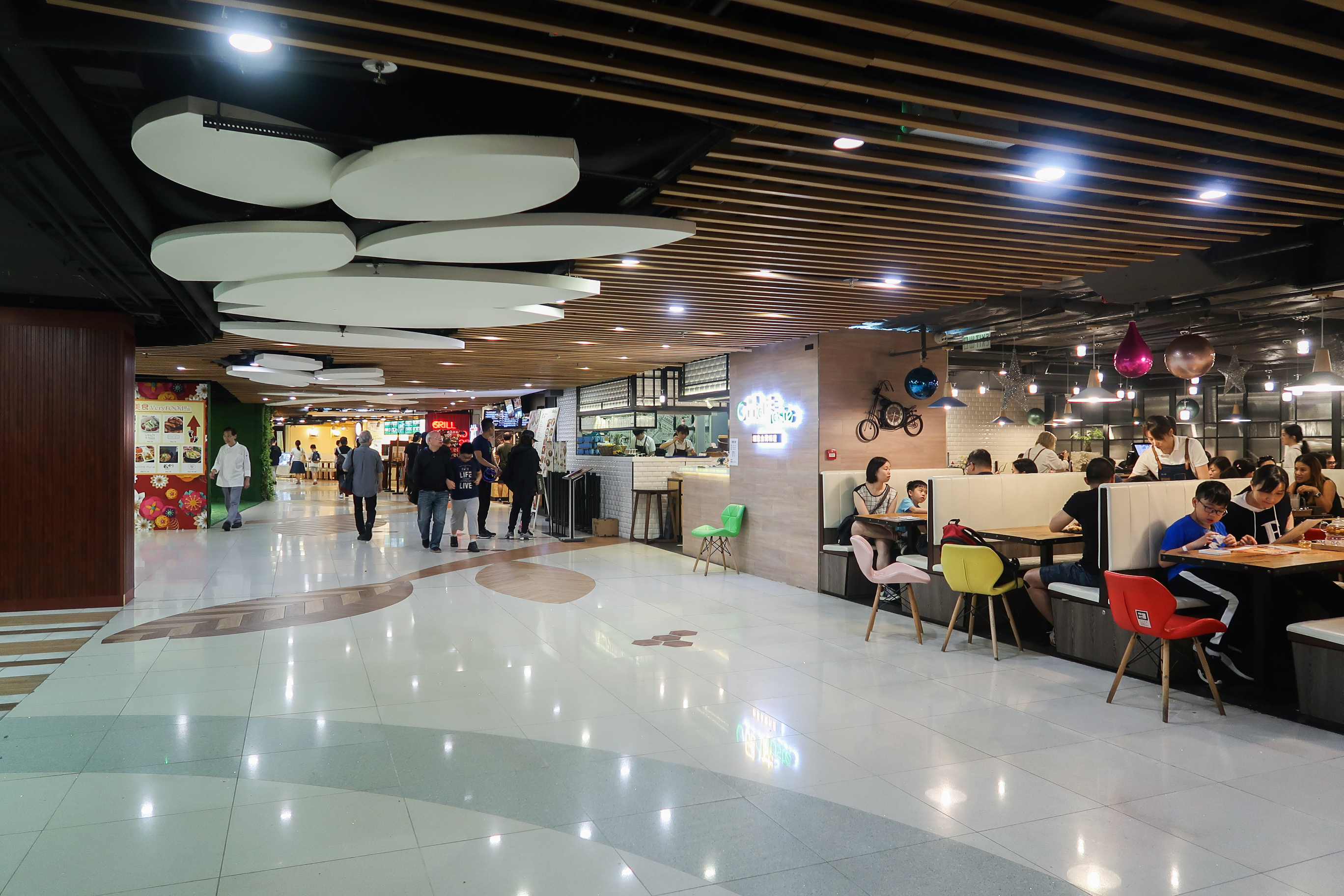
2樓美食廣場

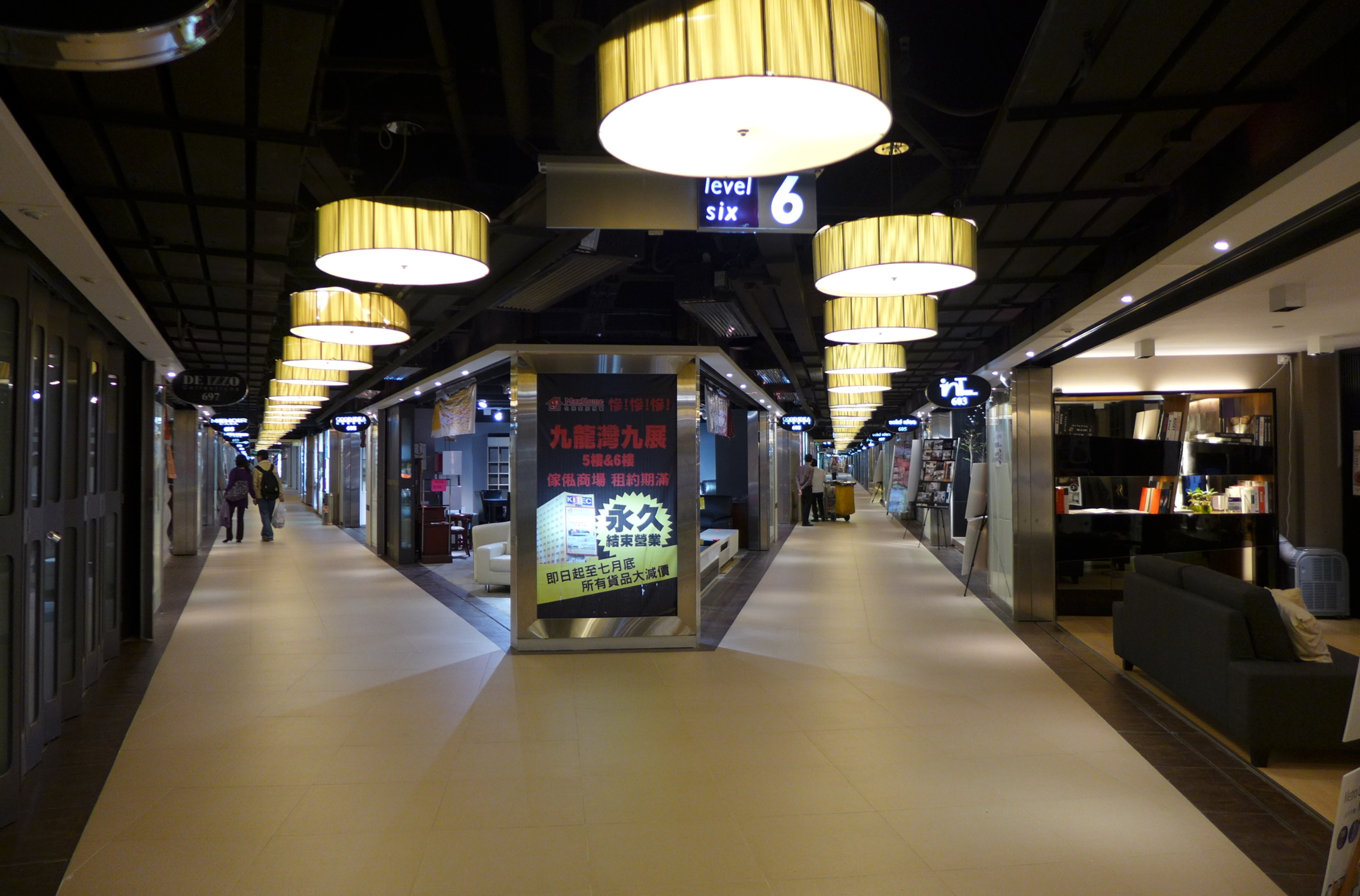
5樓及6樓為MaxHome名雅家居博覽（已結業）

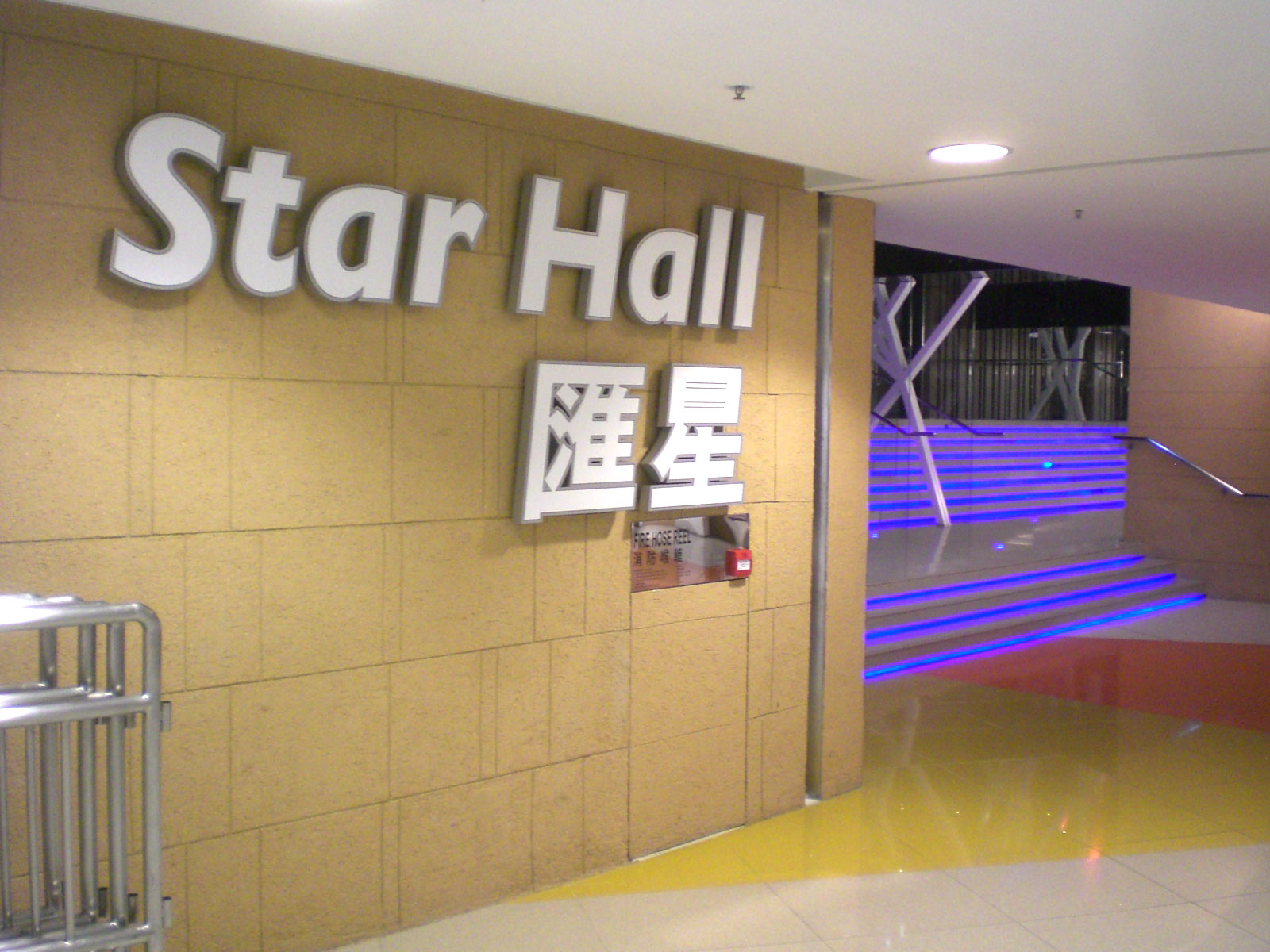
匯星為九龍灣國際展貿中心內的表演場地

E-Max曾是一個位於香港九龍灣展貿徑一號九龍灣國際展貿中心的商場，大廈寫字樓部分在1995年底落成，而商場部分於1998年7月22日落成，發展商為合和實業。E-Max是翻新後的名稱，2007年7月14日開幕。大廈由國際建築事務所Aedas負責設計。E-Max已於2024年6月30日下午5:00停止營業。 

## 起源
E-Max是Entertainment Maximized的縮寫，「E」字代表娛樂，亦代表活力（Energy），非一般（Extraordinary）及展覽活動（Exhibition）。

## 歷史
2006年10月10日，合和實業為配合東九龍未來人口增長及迅速發展，計劃將位於九龍灣的香港國際展貿中心發展成為一個集會議、展覽、演唱活動及娛樂美食及主題購物中心，即現時的E-Max。
2016年，合和實業耗資1.5億港元將其中3層打造成九展名店倉E-Max WearHouse，涉約30萬方呎，其中第一期已於同年11月開幕，第二期於2018年開業。當中包括已結業多年的歡樂天地回歸。
2019冠狀病毒病疫情期間，2020年8月末，政府推行「全民檢測」計劃，在141個地方設社區檢測中心。其中商場3樓的展覽廳「匯星Star Hall」也被用作檢測中心。有商戶表示從未收到商場方面通知，擔心會影響生意，也不滿政府及商場從未諮詢及通知商戶。而顧客表示商場是人流多的地方，加上該處也有辦公室，表示不會在檢測中心運作期間到訪該處，也認為該處並不適合作檢測中心。
2024年4月28日，管理處於場內立出告示牌，宣布商場將於6月30日結業；而告示牌中提及「期待在未來以全新面貌與大家相見」字眼；6月28日，樂隊ROVER在商場中庭舉辦《ROVER九展Curtain Call》音樂會，是為商場最後一個公開活動。

## 結業前商戶
商場佔九龍灣國際展貿中心一共8層，包括B3、B1、地下至5樓及13樓，樓面面積共80萬平方呎。B1及B3約25萬呎樓面為名車城，地下至4樓商舖類別包括零售、食肆、娛樂及攝影，4樓部分樓面及5樓全層為「家居中心」，13樓為酒樓。商場每層樓面面積達12萬至23萬平方呎，商場由國際商業室內設計公司凱達環球設計，設有12部全新扶手電梯及觀光電梯，部分面積打通成為中庭。
2007年4月19日，商場舉行開幕儀式，商場引入12部兩輪行走的電動代步車，作為顧客服務設備。

### B3及B1
汽車展銷中心佔地逾25萬平方呎，專營世界各地一手及二手名車，並有汽車配套和零件銷售。MP Mall位於B1，提供免稅精品包括家庭電器、手提電腦及床上用品給旅港遊客選購，原為位於二樓的都會國際免稅廣場。
地庫1樓及地庫3樓樓面於2017年4月開始工程，改為「九展名店倉E-Max WearHouse」，到2018年8月開幕。主要租戶包括Dr.Martens、Descente、Royal Sporting House、Adidas、New Balance、PUMA，Reebok等。
2019年7月，大快活與九龍電競館合作，在九龍灣國際展貿中心E-MaxB1層開設佔地13000呎的「大快活電競館」，設有六大區域，提供超過100個用餐座位，包括主舞台、用餐區域、酒吧、直播區、電競區及Xengagement Room。
結業20年的歡樂天地將於B1復業，惟於2019年12月25日開幕。

### 地下
商場地下設有大力游泳會及多間零售店，包括7-11便利店、萬寧及POPi時裝店等，亦有服飾品牌開設特賣場，包括Baleno、Footspot等。食肆包括Hot Dog Formula、星巴克、東昇有機農場餐廳、囍筷自家菜、Bentou豚肉飯專門店等，Subway、麥當勞、台灣麵及759車仔麵亦於2014年陸續開業。
已結業商戶包括都會國際免稅廣場糖果店及零食店、Chickeeduck、TVBuddy@TVB等，商場亦曾設有香港保齡球城，提供48條國際級標準球道，營業至2013年3月31日後結業，原址改建成提供9間戲院合共1100個座位的戲院，設有3間貴賓影院，並提供專業餐飲及貴賓廳服務，戲院名為「星影匯」，於2014年2月14日開幕。

到2016年，合和耗資1.5億港元將商場轉型為Outlet E-Max Wearhouse，第1期位於地面層，佔地逾5萬方呎，出租率達9成，約19個品牌進駐，當中有9個品牌更是首次開設Outlet，包括Vivienne Westwood等。其餘範圍為食肆、	Music Zone @ E-Max表演場地和ViuTV佔地36,100平方呎的影視製作工作室。

### 2樓
全層曾為都會國際免稅廣場，現已搬到B1層繼續營業，2樓部份範圍則開設759阿信屋。759阿信屋於2014年7月26日開業，面積約1萬呎，為全港最大型分店。分店以小型百貨式經營，售賣零食、急凍食品、糧油雜貨、住宅用品、家庭小電器等，亦設有759 Kawaiiland化妝品專區、酒類專區及首次設有的嬰兒用品專區。
到2017年，合和將商場逾3萬方呎樓面改為美食廣場，亦開設百佳超級市場。

### 3樓
設有Life Studio攝影室及食肆包括豐膳西餐廳、喜善中餐廳及Pacific Coffee。

### 4樓
四樓曾設有全港首個大型寵物主題百貨公司PetMAX，於2007年11月開業，全場面積近50,000平方呎。除設有寵物店及各類寵物日用品外，更有近15,000平方呎的空中花園，設有小型泳池、露天茶座及障礙賽道具，供寵物及其主人鍛鍊身體。商場更設有一個2000平方呎室內活動中心，可舉辦與寵物有關活動。為配合寵物主題百貨公司，EMax商場特設「E-Max寵物車」可供主人借用，但只限中小型寵物坐在寵物車內；大型狗等寵物則要從特別通道進入寵物百貨公司。PetMAX已於2012年2月結業，目前設有兩間攝影室，其餘部分樓面於2014年11月改為家居中心。

### 5樓
商場5樓至6樓曾為「家居博覽館」，佔地20多萬平方呎，於2007年5月24日正式開幕，博覽館雲集近百個品牌，並且分為三大主題，分別為「尊尚家居」、「生活品味」以及「建材藝術」，展銷最新時尚傢俬、室內設計、燈飾鎖類、生活精品及各建築工程配件物料等。
2014年5月，合和消息指出，五樓租戶將於7月底租約期滿遷出，不再作零售商場。新租戶則為醫院管理局，將租用六樓及七樓共15萬方呎；由於政府已經將一些部門遷至九龍東，政府部門已經成為九展的大租戶。2014年11月，4樓部分樓面及5樓全層改為「家居中心」（E-Max Home），並於11月18日舉行開幕典禮。

### 13樓
由原先作為寫字樓用途轉為食肆用途，租戶為煌府婚宴旗艦店（已結業）。

## 人流
曾幾何時，E-Max出租率極低，部分租出之商店也是以臨時租約租出，而這些商店裝潢十分簡單；由於位處九龍灣工業區邊緣，並遠離九龍灣港鐵站，加上區內大型商場的競爭（主要為較便利的德福廣場及同樣偏遠，亦是工業區邊緣的MegaBox），導致商場人流甚少，主要人流來自在國際展貿中心陳列辦公室工作的員工、清潔工人和保安員，及在與E-Max有行人天橋連接之機電工程署總部上班之職員。此外，匯星不時租予團體舉辦活動，如明星演唱會、部分專業團體（如ACCA）的專業試、大型連鎖補習社、模擬試等，亦能為商場不定期提供人流。至2016年後，有麥當勞及暢貨中心等租戶，令普羅階層的顧客也能光顧商場，不再只是該廈租戶及職工光顧的地方。

## 匯星
綜合表演場館「匯星 Star Hall」，耗資1.3億興建，在2007年11月9日啟用，場館佔地3萬方呎，採長方形及無柱式設計，樓底高50呎，樓頂共設35個吊點，座位更可因應不同節目內容而作出變動，最多可容納3600名觀眾或170圍酒席，多角度舞台設計包括中央舞台、三邊舞台等。除演唱會外，場館亦可在一日內改裝舉辦電影首映禮、展覽、會議、宴會、體育及學術活動等。後台另設貴賓房、更衣室及兩間排練室。林憶蓮為首位在E-Max舉行演唱會的歌手。 2024年6月23日，匯星舉行「第四十五屆十大中文金曲頒獎音樂會」，是為於該館結業前舉辦的最後一個音樂匯演。；6月25日，匯星舉行「I-1 世界泰拳大滙戰2024」，是為於該館結業前舉辦的最後一個體育活動。

## 大型店舖

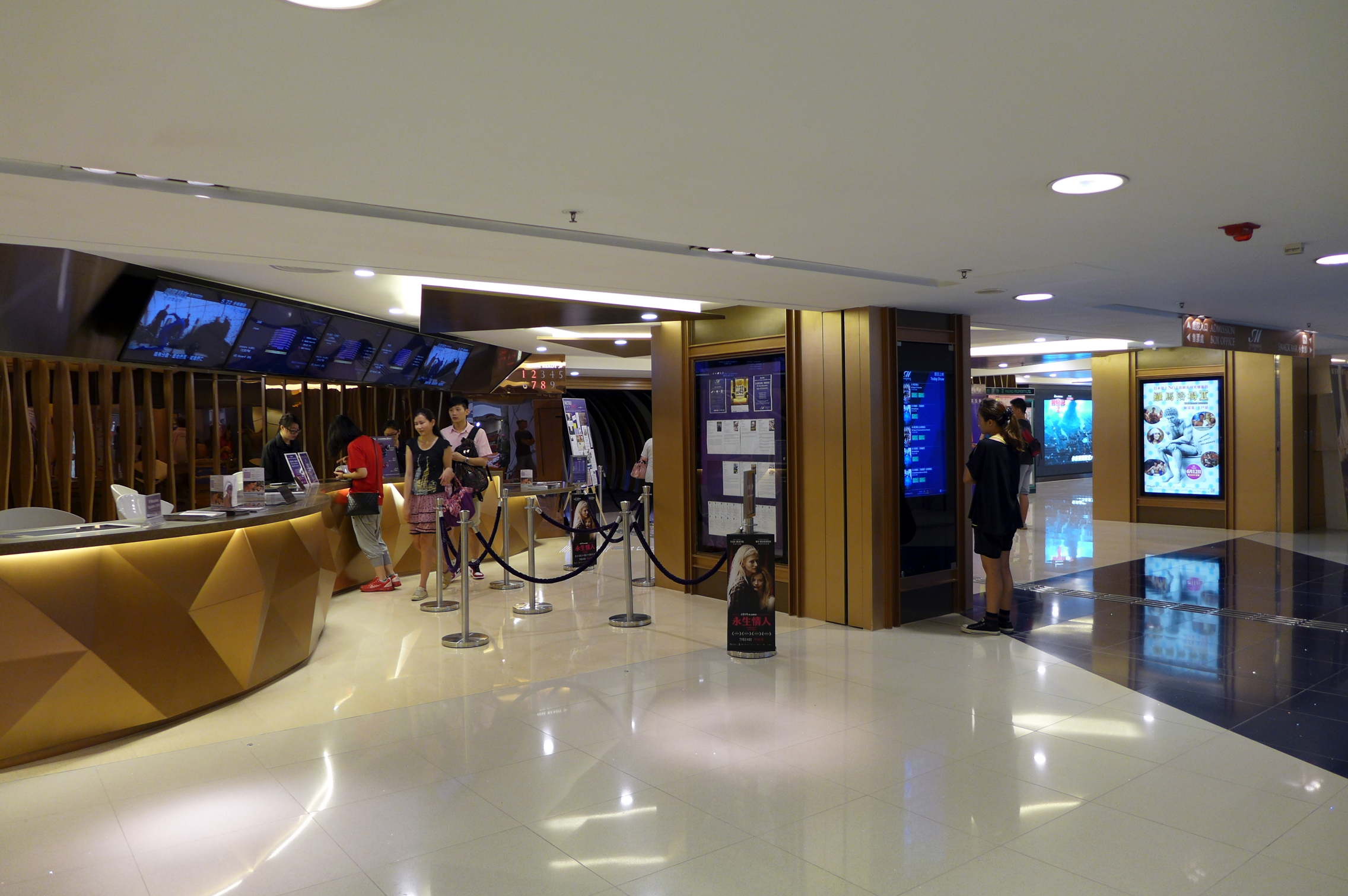
星影匯戲院

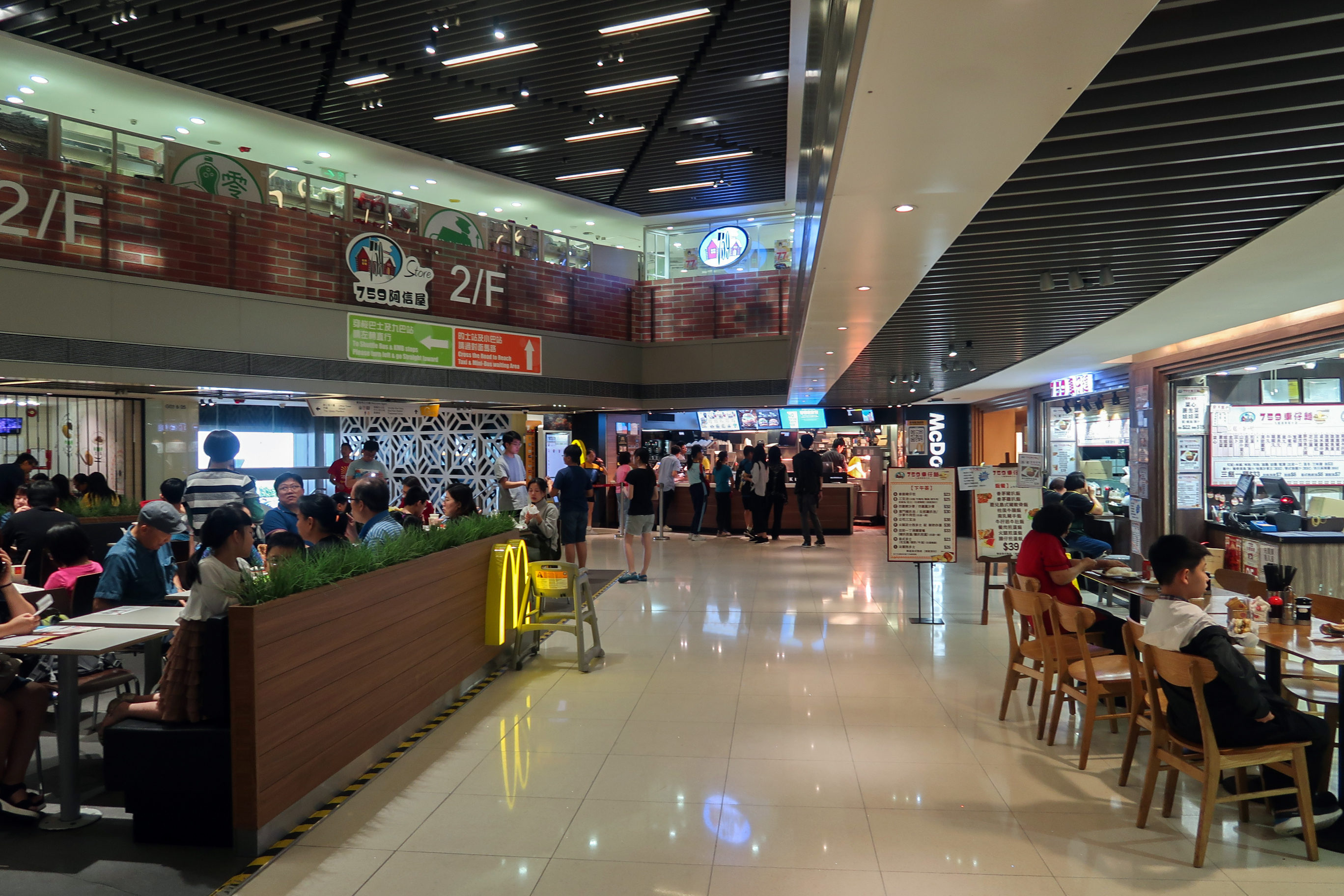
麥當勞和759阿信屋

- 歡樂天地（2019年7月試業於2024年5月31日結業）
- Timberland Outlet Store （2017年7月19日開業）
- 星影匯（2014年2月14日開業於九展營運最後一日結業）
- 喜善中餐廳
- 豐膳西餐廳
- 煌府婚宴專門店（已結業）
- 九龍灣綜合名車展（2024年6月28日結業）
- 家居中心（2014年11月開幕）
- 759阿信屋（2014年7月26日開業於2024年6月22日結業）
- 香港保齡球城（2013年3月31日結業）

## 幻彩詠香江
E-Max於2007年6月26日加入幻彩詠香江匯演行列，成為聲光交織的表演舞台一份子，為東九龍首個商場被旅遊事務署邀請成為「幻彩詠香江」表演部份。

## 重建
億京發展等財團在2021年中以約100億元，向合和實業買入九龍灣國際展貿中心（九展），早前向城市規劃委員會申請重建為商廈項目。屋宇署於2023年4月份批出項目的建築圖則，項目將建4幢16層高商業物業，另設3層地庫及3層基座，總樓面共176.78萬平方呎。

## 交通
商場亦與中旅合作，提供跨境巴士服務，亦設有空調候車室。

## 外部連結
- 官方网站